# Don (libros infantiles)
Este artículo es sobre la serie de libros infantiles creados por Roger Hargreaves, para otros usos ir a Don (desambiguación)
Don es una serie de 43 libros infantiles creados por Roger Hargreaves, a partir de 1971. Doña es una serie de 30 libros que le acompañó, hechos por el mismo autor, con personajes femeninos, desde 1981. Después de la muerte de Hargreaves, en 1988, su hijo, Adam Hargreaves, escribió e ilustró nuevas historias protagonizadas por los personajes de Don y Doña, que incluyeron seis nuevos personajes.
Estas series de libros fueron publicadas en castellano en México, España y Colombia por Editorial Novaro con el nombre Los Señordones. y en Chile por Editorial Salo con el nombre de La Pandilla de Savory (debido a que su llegada fue por una promoción de Savory) Los libros publicados por Novaro  tienen títulos diferentes a los que se les dieron a las traducciones en la península ibérica (por ejemplo, "Don Gruñón" de Novaro, que es una traducción del libro Mr. Grumpy, fue publicado con el título "Don Malhumorado" en España).

## Personajes Don - Doña
Algunos de los personajes de las publicaciones de Don y Doña son los siguientes (nombres en la edición española): 
| - Don Feliz - Don Memorión - Don Silencios - Doña Problemas - Doña Tardona - Don Pupas - Doña Despistada - Doña Servicial - Don Miedica - Don Preocupón | - Doña Menudita - Doña Rechoncha - Don Lioso - Don Cosquillas - Don Soñador - Doña Tímida - Don Malhumorado - Don Saltarín - Doña Brujilla - Don Escandalón | - Don Entrometido - Don Vago - Don Glotón - Don Pequeño - Don Desastre - Doña Presumida - Don Tacañete - Doña Traviesilla - Doña Sonrisas - Don Lentitudes |